# Cerova (Krupanj)
Cerova (Servisch cyrillisch Церова) is een plaats in de Servische gemeente Krupanj. De plaats telt 965 inwoners (2002).